# Lubuk Kundur
Lubuk Kundur is een bestuurslaag in het regentschap Padang Lawas Utara van de provincie Noord-Sumatra, Indonesië. Lubuk Kundur telt 48 inwoners (volkstelling 2010).